# معركة أوجي الثانية 1184
معركة أوجي الثانية أو معركة نهر أوجي (باليابانية: 宇治川の戦い، بالروماجي: Ujigawa no tatakai) معركة حدثت عام 1184 على أطراف مدينة كيوتو، بين قبيلة ميناموتو بقيادة يوريتومو وجزء متمرد من القبيلة بقيادة يوشيناكا، وهي جزء من حرب غينبيه.

## الأحداث
حاول يوشيناكا من قبيلة ميناموتو كيسو إنتزاع السلطة من ابن عمه يوريتومو زعيم قبيلة ميناموتو المتواجد في كاماكورا، لهذا قام بطرد قوات تايرا من العاصمة كيوتو ثم أحرق قصر هوجوجي وأسر الإمبراطور غو-شيراكاوا.
لردعه أرسل يوريتومو جيشه بقيادة يوشيتسونيه ونوريوري التي عبرت نهر أوجي بعد أن دمر يوشيناكا الجسر لإعاقتهم، كما حدث في معركة أوجي الأولى قبل 4 سنوات، قاد يوشيتسونيه قواته عبر النهر وتمكن من هزيمة قوات يوشيناكا التي أجبرت على الإنسحاب.